# Grammisgalan 1992
Grammisgalan 1992 hölls på Berns salonger i Stockholm den 8 februari 1992 och gällde 1991 års prestationer. Prismässigt dominerades galan av Eva Dahlgren, som vann fem utmärkelser.

## Priser
- Årets popgrupp: Roxette Joyride
- Årets kvinnliga pop/rockartist: Eva Dahlgren En blekt blondins hjärta
- Årets manliga pop/rockartist: Eric Gadd Eric Gadd
- Årets rockgrupp: Wilmer X Mambo Feber
- Årets artist: Eva Dahlgren
- Årets nykomling: Stonecake
- Årets barn: Barbro Lindgren och Georg Riedel Lilla ungen min
- Årets dansband: Vikingarna Kramgoa låtar 19
- Årets folk: Lars Demian Lycka till
- Årets instrumentalt: Per Tjernberg They Call Me
- Årets kompositör: Eva Dahlgren
- Årets jazz: Änglaspel Zigidap
- Årets musikvideo: Mauro Scocco Det finns
- Årets producent: Tony Thorén
- Årets textförfattare: Mauro Scocco
- Årets LP: Eva Dahlgren En blekt blondins hjärta
- Årets låt: Eva Dahlgren Vem tänder stjärnorna?
- Juryns specialpris: Jonas Isacsson